# Fükő Sándor
Fükő Sándor (Ózd, 1956. szeptember 3. –) labdarúgó, csatár.

## Pályafutása
A Diósgyőri VTK csapatának labdarúgója volt.
Az 1977–78-as kupagyőztesek Európa-kupájában négy mérkőzésen szerepelt és egy gólt szerzett. Az első fordulóban a török Besiktas volt az ellenfél, aki Isztambulban 2–0-s előnyt szerzett. A visszavágón a DVTK 5–0-ra győzött. A második fordulóban a jugoszláv Hajduk Split ellen csak tizenegyesekkel maradtak alul és estek ki.
1978 őszén sorkatonai szolgálatát töltötte, ezért nem szerepelhetett a csapatban. Az 1978–79-es bajnoki idény tavaszi szezonjában 17 mérkőzésen szerepelt, három gólt szerzett és bronzérmet nyert a csapattal. A bajnoki sikernek köszönhetően az UEFA kupában indult a csapat. Az első fordulóban a Rapid Wien, a második fordulóban a skót Dundee United csapatán is sikerrel túl jutott a diósgyőri csapat. Az ezt követő fordulóban a Kaiserslautern együttese megállította a DVTK-t.
1980-ban újra magyar kupát nyert a diósgyőri csapat. A döntőben a Vasast győzték le 3–1-re, amelyen Fükő is szerepelt. A KEK-ben a skót Celtic túl erős ellenfélnek bizonyult és már a selejtezőben kiestek.
1981-ben a magyar kupa döntőjében megismétlődött az előző évi párosítás. A Vasasnak sikerült visszavágnia és 1–0-s győzelmével elhódította a kupát. Fükő nem szerepelt a döntő találkozón.
1982 és 1984 között a Tatabányai Bányász labdarúgója volt, ahol 39 bajnoki mérkőzésen 4 gólt szerzett,

## Sikerei, díjai
- Magyar bajnokság
  - 3.: 1978–79
- Magyar kupa
  - győztes: 1977, 1980

### Mérkőzései a válogatottban
| Magyarország | Magyarország       | Magyarország                   | Magyarország | Magyarország | Magyarország  | Magyarország       | Magyarország | Magyarország |
| #            | Dátum              | Helyszín                       | Hazai        | Eredmény     | Vendég        | Kiírás             | Gólok        | Esemény      |
| ------------ | ------------------ | ------------------------------ | ------------ | ------------ | ------------- | ------------------ | ------------ | ------------ |
|              | 1979. november 14. | Miskolc-Diósgyőr, DVTK-stadion | Magyarország | 2 – 0        | Lengyelország | olimpiai selejtező | -            | 76'          |
|              | Összesen           |                                |              | 1            | mérkőzés      |                    | 0            | gól          |